# Щербатих Марія Іванівна
Марія Іванівна Щербатих (до шлюбу Гук; нар. 21 січня 1952, с.Молотів, Жидачівський район, Львівська область, УРСР, СРСР — пом. 11 січня 2017, Київ, Україна) — українська поетеса.

## Життєпис
Народилася 21 січня 1952 року в с. Молотів Жидачівського району Львівської області у родині шофера. Закінчила у 1971 році поліграфічний технікум у Львові.
У 1976 одружилися зі Станіславом Щербатих, рік жили в Івано-Франківську, три — на Камчатці. В 1978 народила сина Володимира.
Працювала режисеркою кіностудії «Марічка» у 1980—1995 роках.
З 1984 — студентка філфаку Чернівецького університету.
У 1996 переїхала до Києва. З 2002 викладала християнську етику в Києві при церкві на Аскольдовій могилі й у Інституті штучного інтелекту.
28 січня 2007 року помер чоловік.
Померла 11 січня 2017 після важкої хвороби. Прощальна служба відбулася 12 січня в Церква святого Миколая на Аскольдовій могилі у Києві. Прощання також відбулося 13 січня в Івано-Франківській «Просвіті».
Похована на цвинтарі Дем'янів лаз що поблизу Івано-Франківська.

## Творчість
Співавторка (з чоловіком) понад трьохсот гумористично-сатиричних пісень у жанрі співаних памфлетів.
Поетичні збірки:
- Назустріч серцю / Марія Гук-Щербатих ; художник Т. Павлик. — Косів: Писаний камінь, 2006. — 112 с. : іл.
- Під музику печалі / Марія Гук-Щербатих ; Косів: Писаний Камінь, 2011 — 60 с. ISBN 978-966-8519-61-1[5]
- Я пам'ять в пам'ять заплету… / Марія Щербатих. — Київ: Світ успіху, 2013. — 54, [16] с. : фотогр. — 2000 прим. — ISBN 978-966-8352-81-2